# 1922
- Wikisource

1922 (MCMXXII, na numeração romana) foi um ano comum do século XX do actual Calendário Gregoriano, da Era de Cristo, e a sua letra dominical foi A (52 semanas), com início a um domingo e terminou também a um domingo.
| Ano completo                    |
| ------------------------------- |
| Ano comum com início ao domingo |

## Eventos
- José Sánchez Guerra y Martínez substitui Antonio Maura y Montaner como presidente do governo de Espanha.
- Manuel García Prieto substitui José Sánchez Guerra y Martínez como presidente do governo de Espanha.
- Contracto entre o Governo português e a Marconi & Wireless Telegraph Company, para montagem e exploração das estações de TSF no Continente, Açores, Madeira, Cabo Verde, Angola, Moçambique, e São Tomé e Príncipe.
- O Monumento à Independência do Brasil, também chamado de Monumento do Ipiranga ou Altar da Pátria, é inaugurado em São Paulo.
- Extinção do leão-do-atlas, felino que vivia no norte da África.

### Janeiro
- 27 de janeiro - Um terremoto de 5,1 na escala Richter atinge a cidade de Mogi-Guaçu, no estado de São Paulo.

### Fevereiro
- 6 de fevereiro - Cardeal Ambrogio Damiano Achille Ratti é eleito como Papa Pio XI
- 9 de fevereiro - Brasil se torna membro do tratado de direitos autorais da Convenção da União de Berna.
- 11 de fevereiro - Inicia a Semana de Arte Moderna em São Paulo.
- 28 de fevereiro - O Egito se torna independente.

### Março
- 1º de março - Ocorre a décima Eleição Presidencial do Brasil.

### Abril
- 17 de abril - É firmado o Pacto de Paris entre o rei D. Manuel II de Portugal e Dona Aldegundes de Bragança.

### Maio
- 5 de maio - É fundada oficialmente a Liga da Juventude Comunista da China.

### Junho
- 15 de junho - Naufrágio a 205 milhas a leste da ilha de São Miguel do lugre "Santa Maria". Salvando-se os seus 15 tripulantes.

### Julho
- 1º de julho - Fechamento do Clube Militar pelo Presidente Epitácio Pessoa.
- 2 de julho - O Presidente Epitácio Pessoa decreta a prisão do ex-presidente Marechal Hermes da Fonseca.[1]
- 5 de julho - Revolta dos 18 do Forte de Copacabana: levante de militares contra o Presidente Epitácio Pessoa e seu sucessor Artur Bernardes. Considerada a primeira revolta do Movimento Tenentista.

### Outubro
- 11 de outubro - É assinado o Armistício de Mudanya, que põe fim à Guerra de independência turca. A Grécia só assinaria a 14 de outubro.
- 31 de outubro
  - Naufrágio a 14 milhas a sul de Ponta Delgada do vapor italiano "Teit", de 5396 toneladas, Salvaram-se os seus 36 tripulantes.
  - Benito Mussolini é nomeado 1º Ministro da Itália.

### Novembro
- 1 de novembro - Extinção do Império Otomano com a abolição do cargo de sultão pela Grande Assembleia Nacional da Turquia; a república seria oficialmente proclamada em 29 de outubro de 1923.
- 5 de novembro - Os ingleses Howard Carter e Lorde Carvarvon descobrem no Egito, o sarcófago do Faraó Tutancâmon, falecido em 1346 a.C.
- 15 de novembro - Assume o 12º Presidente Eleito do Brasil, Artur Bernardes.

### Dezembro
- 30 de dezembro - Formação da União Soviética (URSS).

## Nascimentos
- 7 de janeiro - Jean-Pierre Rampal, flautista francês (m. 2000).
- 9 de janeiro - Ahmed Sékou Touré, presidente da República da Guiné de 1958 a 1984 (m. 1984).
- 17 de janeiro - Luis Echeverría, presidente do México de 1970 a 1976 (m. 2022).
- 21 de janeiro - Telly Savalas, ator estadunidense (m. 1994).
- 22 de janeiro - Leonel de Moura Brizola, político brasileiro, governador do Estado do Rio Grande do Sul (m.  2004).
- 10 de fevereiro - José Gabriel da Costa, seringueiro, fundador do Centro Espírita Beneficente União do Vegetal (m. 1971).
- 1 de março - Yitzhak Rabin, político, Primeiro-ministro de Israel e Nobel da Paz 1994[2] (m. 1995).
- 31 de março - Patrick Magee, ator norte-irlandês (m. 1982).
- 14 de maio - Franjo Tuđman, presidente da Croácia de 1990 a 1999 (m. 1999)
- 22 de maio - Christopher Lee, ator e cantor britânico de 1946 a 2015. (m. 2015)
- 1 de junho - Bibi Ferreira, atriz e cantora brasileira (m. 2019).
- 10 de junho - Judy Garland, atriz e cantora norte-americana (m. 1969).
- 11 de junho - Erving Goffman, sociólogo, antropólogo e escritor canadense (m. 1982).
- 21 de junho - Geninha da Rosa Borges, atriz brasileira (m. 2022).
- 2 de julho - Pierre Cardin, designer de moda italiano naturalizado francês (m. 2020).
- 5 de julho - Hélio Bicudo, jurista e político brasileiro (m. 2018).
- 7 de julho - Ayrton Lolô Cornelsen, engenheiro civil, arquiteto modernista e ex-futebolista brasileiro (m. 2020).
- 15 de julho - Leon Max Lederman, físico estadunidense. (m. 2018)
- 17 de julho - Jane Cronin Scanlon, matemática estadunidense (m. 2018)
- 28 de julho - Hans Frauenfelder, físico estadunidense (m. 2022).
- 23 de agosto - Tônia Carrero, atriz brasileira (m. 2018)
- 6 de setembro - Adriano Moreira, político português (m. 2022).
- 17 de setembro - Agostinho Neto, 1º Presidente de Angola (m. 1979)
- 31 de outubro - Norodom Sihanouk, político cambojano (m. 2012).
- 16 de Novembro - José Saramago, escritor português, vencedor do Prémio Nobel da Literatura de 1998 (m. 2010)
- 18 de novembro - Luis Somoza Debayle, presidente da Nicarágua de 1956 a 1963 (m. 1967).
- 26 de novembro - Charles M. Schulz, cartunista americano (m. 2000).
- 28 de dezembro - Stan Lee, roterista, apresentador, ator, quadrinista, empresário, editor, produtor americano (m. 2018).
- 30 de dezembro - Magín Díaz, cantor e compositor colombiano (m. 2017).

## Mortes
- 21 de Janeiro - Papa Bento XV (n. 1854).
- 28 de Abril - Paul Deschanel, presidente da França em 1920 (n. 1855).
- 7 de Maio - Urbano Santos, político brasileiro e Vice-Presidente do Brasil entre 1914 e 1918.
- 24 de Junho - Walther Rathenau, ministro das Relações Exteriores da Alemanha durante a República de Weimar.  |
- 2 de Agosto - Alexander Graham Bell, foi um cientista, inventor e fundador da companhia telefónica Bell. (n. 1847).
- 28 de agosto - Gastão de Orléans, Conde d'Eu e Príncipe Imperial Consorte do Brasil (n. 1842).

## Prémio Nobel
- Física - Niels Henrik David Bohr.[3]
- Química - Francis William Aston.[4]
- Medicina - Archibald Vivian Hill,[5] Otto Fritz Meyerhof.[5]
- Literatura - Jacinto Benavente.[6]
- Paz - Fridtjof Nansen.[2]

## Por tema
- 1922 na arte
- 1922 no Brasil
- 1922 no carnaval
- 1922 na ciência
- 1922 no cinema
- 1922 no desporto
- 1922 no jornalismo
- 1922 na literatura
- 1922 na música
- 1922 na política
- 1922 no teatro
- 1922 na televisão